# Jonny Brodzinski
Jonathan "Jonny" Brodzinski, född 19 juni 1993, är en amerikansk professionell ishockeyforward som är kontrakterad till New York Rangers och spelar för deras primära samarbetspartner Hartford Wolf Pack i AHL. 
Han har tidigare spelat på NHL-nivå för San Jose Sharks och Los Angeles Kings och lägre nivåer för San Jose Barracuda och Ontario Reign i AHL samt St. Cloud State Huskies (St. Cloud State University) i NCAA och Fargo Force i USHL.
Brodzinski draftades i femte rundan i 2013 års draft av Los Angeles Kings som 148:e spelare totalt.

## Statistik
| 2009–2010   | Blaine High             |             | 30  | 22 | 26 | 48  | 18 | 5 | 0 | 6 | 6 | 0 |
| 2010–2011   | Blaine High             |             | 30  | 31 | 29 | 60  | 18 | 5 | 4 | 4 | 8 | 2 |
|             | Team Northwest          |             | 21  | 11 | 14 | 25  | 10 | 3 | 2 | 3 | 5 | 2 |
|             | Fargo Force             | USHL        | 10  | 2  | 3  | 5   | 2  | 2 | 0 | 0 | 0 | 0 |
| 2011–2012   | Fargo Force             | USHL        | 58  | 10 | 12 | 22  | 18 | 6 | 1 | 1 | 2 | 0 |
| 2012–2013   | St. Cloud State Huskies | NCAA        | 42  | 22 | 11 | 33  | 10 | — | — | — | — | — |
| 2013–2014   | St. Cloud State Huskies | NCAA        | 38  | 21 | 20 | 41  | 16 | — | — | — | — | — |
| 2014–2015   | St. Cloud State Huskies | NCAA        | 40  | 21 | 17 | 38  | 49 | — | — | — | — | — |
| 2015–2016   | Ontario Reign           | AHL         | 65  | 15 | 13 | 28  | 16 | 4 | 2 | 1 | 3 | 2 |
| 2016–2017   | Los Angeles Kings       | NHL         | 1   | 0  | 0  | 0   | 0  | — | — | — | — | — |
|             | Ontario Reign           | AHL         | 56  | 25 | 22 | 47  | 12 | — | — | — | — | — |
| NHL totalt  | NHL totalt              | NHL totalt  | 1   | 0  | 0  | 0   | 0  | — | — | — | — | — |
| AHL totalt  | AHL totalt              | AHL totalt  | 121 | 40 | 35 | 75  | 28 | 4 | 2 | 1 | 3 | 2 |
| NCAA totalt | NCAA totalt             | NCAA totalt | 120 | 64 | 48 | 112 | 75 | — | — | — | — | — |
| USHL totalt | USHL totalt             | USHL totalt | 68  | 12 | 15 | 27  | 20 | 8 | 1 | 1 | 2 | 0 |